# West Hill Cliff Railway
West Hill Cliff Railway nebo West Hill Lift je pozemní lanová dráha ve městě Hastings ve Východním Sussexu v Anglii a zabezpečuje dopravu osob na kopec West Hill k hradu a jeskyním svatého Klementa. Podzemní lanovka je chráněným objektem II. stupně vedeným v seznamu budov pod číslem 1043546 z 14. září 1976.

## Poloha
Pozemní lanová dráha se nachází ve starém městě (Old Town) Hastings. Spojuje přístavní a promenádní pobřežní část starého města s promenádní částí na vrcholu kopce West Hill s hradem a jeskyněmi svatého Klementa. Výstavba podle projektu P. H. Palmera byla zahájena v roce 1899 firmou A. H. Holme & C. W. King z Liverpoolu. Pro odpor místních obyvatel se stavba protáhla až do roku 1891, kdy byla 28. srpna lanovka slavnostně otevřena. Kvůli dlouhé době byly překročeny náklady na výstavbu o více než 50 %, což dovedlo v roce 1894 firmu ke krachu. Pozemní lanovku převzala firma Hastings Passenger Lift Company, která ji provozovala až do roku 1947, kdy ji koupila Hastings Borough Council. V roce 1991 byla u příležitosti stého výročí rekonstruována.

## Popis
Lanová dráha je dvoukolejná se sklonem 1:2,9, vede tunelem o délce 5,4 m a výšce 5,7 m. Tunel byl proražen v útesu a vyzděn. Po výjezdu z tunelu se naskýtá úžasný pohled na moře a okolní krajinu.
Dolní stanice se nachází v ulici George street. Byla postavena firmou Elliot's Patent Stone Company. Vchod do stanice je zakončen obloukovým závěrem, po stranách je zdoben pilastry a nad hlavní římsou je umístěna balustráda. Horní stanice je vsazena do moderní budovy.
Pohon lanovky umístěný v horní stanici zajišťoval plynový motor Crossley s výkonem 40 HP až do roku 1924, pak byl nahrazen dieselovým motorem Tangye. Od roku 1971 zabezpečuje pohon elektromotor. Původní kabiny s kapacitou 16 osob byly vyrobeny společností Midland Railway Carriage & Wagon Company, při rekonstrukci v roce 1991 byly nahrazeny novými.

## Data
- typ: kyvadlová pozemní lanová dráha
- otevřena: 28. srpna 1891
- délka: 152 m
- převýšení: 52 m
- sklon: 33 %
- počet kabin: dvě
- kapacita: 16 osob na kabinu
- trať: dvoukolejná
- rozchod kolejí: 1 829 mm
- pohon: elektrický (od roku 1971)

## Galerie

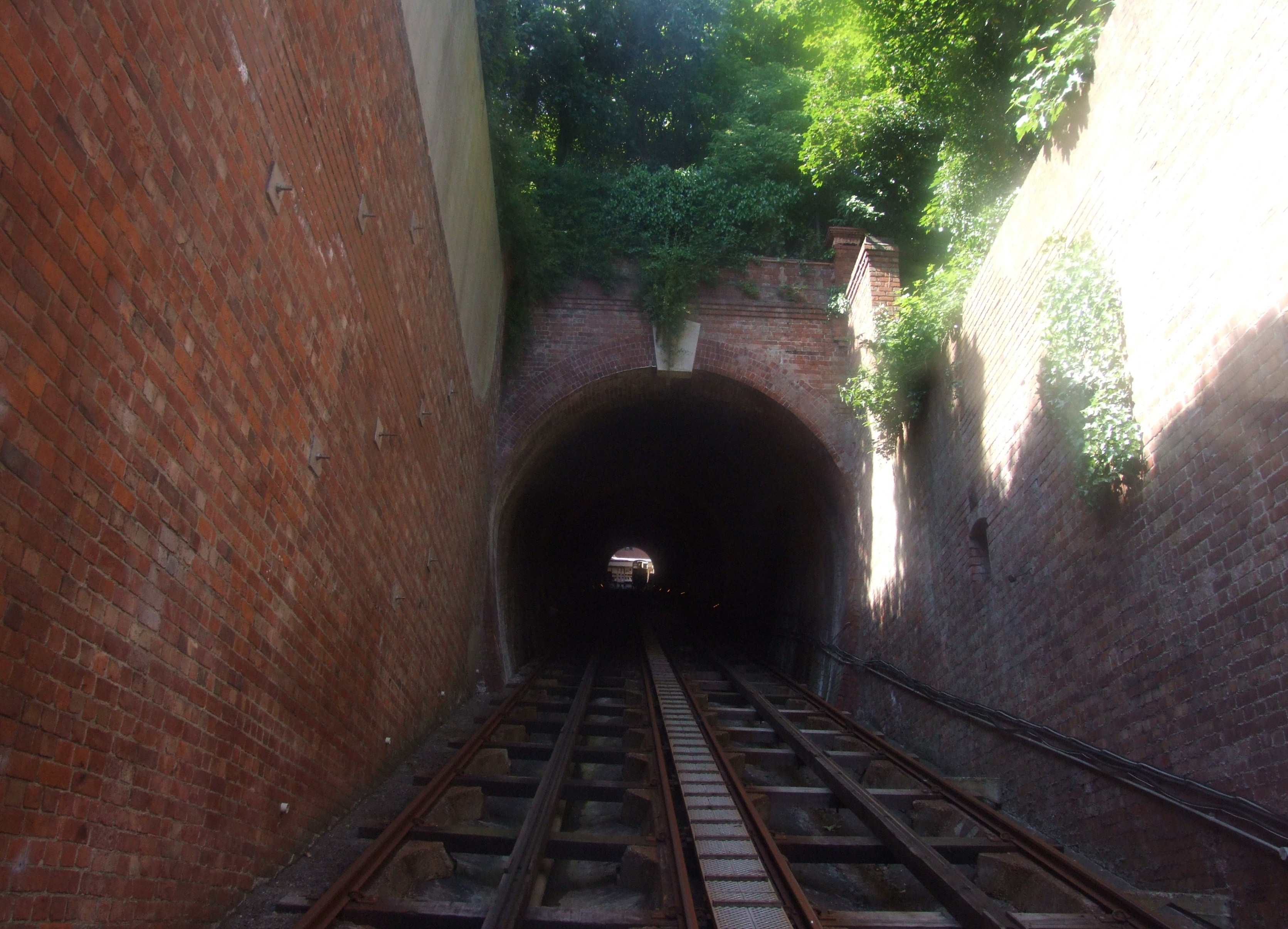
Tunel lanové dráhy
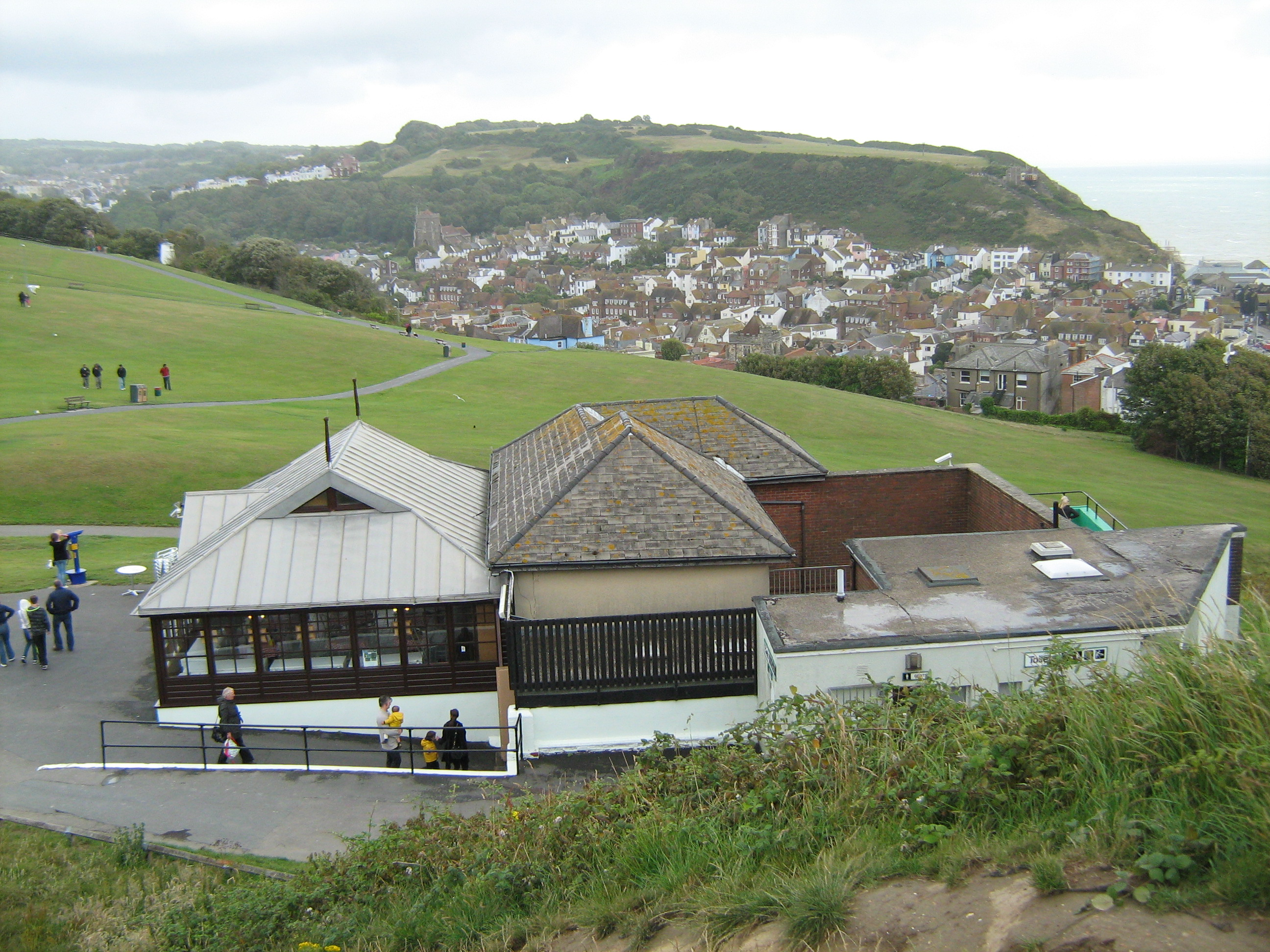
Horní stanice lanové dráhy
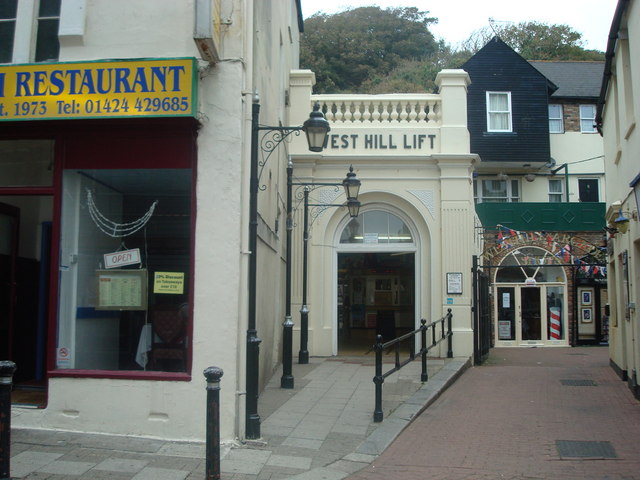
Spodní stanice lanové dráhy na George street